# Schillerpreis der Stadt Marbach am Neckar
Der Schillerpreis der Stadt Marbach am Neckar wurde von der Stadt Marbach 1959 anlässlich Friedrich Schillers 200. Geburtstags gestiftet. Ausgezeichnet werden „hervorragende Arbeiten auf dem Gebiet der Landeskunde von Württemberg“. Durch die besondere Würdigung von wissenschaftlichen Werken soll der „große Sohn der Stadt“ geehrt werden. (Zitate nach Selbstdarstellung)
Aus Anlass des Schillerjahres 2009 hat der Gemeinderat die Kriterien für die Verleihung erweitert. Der Preis geht nun an Persönlichkeiten, die in ihrem Leben oder Wirken der Denktradition Friedrich Schillers verpflichtet sind.
Besonders preiswürdig ist der Einsatz für einen ethisch verantwortbaren Freiheitsbegriff im Sinne des Dichters, sei es in der Politik, der Kunst, den Geistes- und Sozialwissenschaften oder den Naturwissenschaften. Dies kann sich in der mündlichen oder schriftlichen Auseinandersetzung mit entsprechenden Fragestellungen, im beruflichen Wirken oder auch im persönlichen Verhalten äußern.
Die Auszeichnung wird alle zwei Jahre am 10. November, dem Geburtstag Schillers, verliehen. Sie ist mit 10.000 Euro (bis 2007 mit 5.000 Euro) dotiert.

## Preisträger und ihre ausgezeichneten Werke
- 2025: Igor Levit[1]
- 2023: Iris Berben für ihr gesellschaftspolitisches Engagement[2]
- 2021: Saša Stanišić, der „sich «erfindungsreich und virtuos» mit Macht und Herrschaft, Krieg und Revolution sowie dem Kampf um individuelle Freiheit befasst“ habe
- 2019: Christiane Nüsslein-Volhard, für ihre Arbeiten zur genetischen Steuerung der Entwicklung von Lebewesen
- 2017: Horst Bredekamp, für seine bahnbrechenden Studien zum bildlichen Denken der Philosophie und theoretischen Schriften zur Grundlegung der Bildwissenschaft
- 2015: Andrea Breth, für ihre Inszenierungen von Maria Stuart und Don Karlos[3]
- 2013: Rachel Salamander, für Zivilcourage und die Vermittlung von Literatur und Kultur des Judentums
- 2011: Simone Veil, weil sie mit ihrer Arbeit in engem Bezug zu Schillers Europa-Gedanken stehe
- 2009: Jens Reich insbesondere für seinen Beitrag zum Fall der Berliner Mauer
- 2007: Dieter Mertens für sein Lebenswerk
- 2005: Peter-André Alt für Schiller. Leben – Werk – Zeit ISBN 3-406-53128-8
- 2003: Horst Carl für seine Habilitationsschrift Der schwäbische Bund – 1488–1534
- 2001: Bernhard Zeller für Marbacher Memorabilien und Marbacher Memorabilien II ISBN 3929146355 und ISBN 3933679508
- 1999: Lutz Reichardt für Die Baden-Württembergischen Ortsnamenbücher
- 1997: Ulrike Gauss und Christian von Holst für Johann Heinrich Dannecker
- 1995: Norbert Oellers für seine Erläuterungsbände zum 2. Band der Gedichte von Friedrich Schiller
- 1993: Renate Neumüllers-Klauser für Die Inschriften des Enzkreises und Die Inschriften des Landkreises Calw
- 1991: Volkmar Wirth für Die Flechten Baden-Württembergs
- 1989: Gerhard Schäfer (Direktor des Landeskirchlichen Archivs Stuttgart)  für Dokumentation zum Kirchenkampf – Die Evangelische Landeskirche in Württemberg und der Nationalsozialismus
- 1987: Paul Feuchte für Verfassungsgeschichte von Baden-Württemberg
- 1985: Dorothea Kuhn für Goethe und Cotta – Briefwechsel 1797–1832
- 1983: Rainer Christlein für Die Alamannen – Archäologie eines lebendigen Volkes
- 1981: Wolfgang Binder für Aufschlüsse – Studien zur deutschen Literatur
- 1979: Robert Uhland für Herzog Carl Eugen von Württemberg und Lebensbilder aus Schwaben und Franken
- 1977: Paul Sauer für Württemberg in der Zeit des Nationalsozialismus
- 1975: Max Schefold für Alte Ansichten aus Württemberg
- 1973: Adolf Beck für Die große Stuttgarter Hölderlinausgabe Band 6
- 1971: Hans Jänichen für Beiträge zur Wirtschaftsgeschichte des schwäbischen Dorfes
- 1969: Paul Gehring für Friedrich List – Jugend- und Reifejahre 1789–1825
- 1967: Hansmartin Decker-Hauff für Geschichte der Stadt Stuttgart von der Frühzeit bis zur Reformation
- 1965: Georg Wagner und Adolf Koch (Konservator in Friedrichshafen) für Raumbilder zur Erd- und Landschaftsgeschichte Südwestdeutschlands
- 1963: Ruthardt Oehme für Geschichte der Kartographie des Deutschen Südwestens
- 1961: Werner Fleischhauer für Barock im Herzogtum Württemberg
- 1959: Walter Grube für Der Stuttgarter Landtag 1457–1957